# Sergio Benito
Sergio Benito Crujera (Madrid, 23 de marzo de 1999), más conocido como Sergio Benito, es un futbolista español que juega de delantero en la S. D. Ponferradina de la Primera Federación.

## Trayectoria
Sergio Benito comenzó su carrera deportiva en el Rayo Vallecano B, con el que debutó el 27 de agosto de 2017, en un partido de la Tercera División frente al Trival Valderas.
Durante la temporada 2018-19 jugó cedido en el Barakaldo C. F., de la Segunda División B, donde marcó siete goles en 28 partidos. En la temporada 2019-20 volvió a salir cedido, en esta ocasión a la Cultural y Deportiva Leonesa, que también jugaba en Segunda B. Durante su estancia en la Cultural participó también en la Copa del Rey, en la que marcó el definitivo 2-1 para dar la sorpresa y eliminar al Atlético de Madrid.
En 2020 abandonó definitivamente el Rayo Vallecano para jugar en el Real Valladolid Promesas. En la temporada 2020-21 logró debutar como profesional con el primer equipo del Valladolid, en un partido de la Primera División que terminó en empate a dos.
De cara al curso 2021-22 el conjunto vallisoletano lo cedió al C. D. Badajoz. El 28 de enero de 2022 se confirmó el fin de su cesión con el equipo pacense para regresar al Real Valladolid C. F. Promesas. El 17 de julio se anunció la rescisión de su contrato.
El día anterior de ese comunicado, el Córdoba C. F. había informado de su fichaje por dos temporadas con opción a una tercera. En enero de 2023 pidió salir del club y, el mismo día que se anunció la rescisión de su contrato, se fue Polonia para jugar en el Wisła Cracovia.
La temporada 2023-24 la disputó con el C. F. Fuenlabrada en la Primera Federación. Disputó 39 partidos y marcó siete goles antes de marchar al Real Unión Club en julio de 2024. En este equipo también estuvo un año y al inicio de la campaña 2025-26 se unió a la S. D. Ponferradina.

## Clubes
Actualizado a 30 de junio de 2025.
| Club                           | País          | Año           | Partidos | Goles |
| ------------------------------ | ------------- | ------------- | -------- | ----- |
| Rayo Vallecano "B"             | España        | 2017-2020     | 1        | 0     |
| Barakaldo C. F. (cedido)       | España        | 2018-2019     | 31       | 8     |
| Cultural Leonesa (cedido)      | España        | 2019-2020     | 27       | 7     |
| Real Valladolid C. F. Promesas | España        | 2020-2022     | 38       | 12    |
| C. D. Badajoz (cedido)         | España        | 2021-2022     | 16       | 1     |
| Córdoba C. F.                  | España        | 2022-2023     | 10       | 1     |
| Wisła Cracovia                 | Polonia       | 2023          | 10       | 0     |
| C. F. Fuenlabrada              | España        | 2023-2024     | 39       | 7     |
| Real Unión Club                | España        | 2024-2025     | 36       | 8     |
| S. D. Ponferradina             | España        | 2025-presente |          |       |
| Total carrera                  | Total carrera | Total carrera | 208      | 46    |